# Narocz (rejon wilejski)
Narocz (biał. Нарач; ros. Нарочь) – agromiasteczko na Białorusi, w obwodzie mińskim, w rejonie wilejskim. W 2010 roku liczyła 802 mieszkańców.
Miejscowość leży na lewym brzegu rzeki Narocz, 14 km na północny zachód od Wilejki, w pobliżu drogi R63 Wilejka-Smorgonie. W miejscowości znajduje się cerkiew św. Eliasza z 1877 roku.

## Historia
W czasach zaborów wieś w okręgu wiejskim Narocz, w gminie Iża, w powiecie wilejskim, w guberni wileńskiej Imperium Rosyjskiego. W 1866 roku liczyła 331 (123 dusze rewizyjne) mieszkańców w 26 domach. Była tu cerkiew prawosławna i młyn wodny. Należała do dóbr Lubań, własność Lubańskich.
W latach 1921–1945 wieś leżała w Polsce, w województwie wileńskim, w powiecie wilejskim, w gminie Iża, od 1 kwietnia 1932 w gminie Wojstom.
Według Powszechnego Spisu Ludności z 1921 roku zamieszkiwało tu 429 osób, 210 były wyznania rzymskokatolickiego a 219 prawosławnego. Jednocześnie 189 mieszkańców zadeklarowało polską, 239 białoruską a 1 rosyjską przynależność narodową. Było tu 56 budynków mieszkalnych. W 1931 w 88 domach zamieszkiwało 505 osób.
Wierni należeli do parafii rzymskokatolickiej w Wojstomiu i miejscowej prawosławnej. Miejscowość podlegała pod Sąd Grodzki w Wilejce i Okręgowy w Wilnie; właściwy urząd pocztowy mieścił się w Wojstomiu.
W wyniku napaści ZSRR na Polskę we wrześniu 1939 miejscowość znalazła się pod okupacją sowiecką. 2 listopada została włączona do Białoruskiej SRR. Od czerwca 1941 roku pod okupacją niemiecką. W 1944 miejscowość została ponownie zajęta przez wojska sowieckie i włączona do Białoruskiej SRR.
Od 1991 w składzie niepodległej Białorusi.

## Parafia rzymskokatolicka
Parafia leży w dekanacie wilejskim archidiecezji mińsko-mohylewskiej. Parafia jest obecnie organizowana. Najbliższa kaplica istniała od 1789 roku we wsi Ruskie Sioło.

Galeria
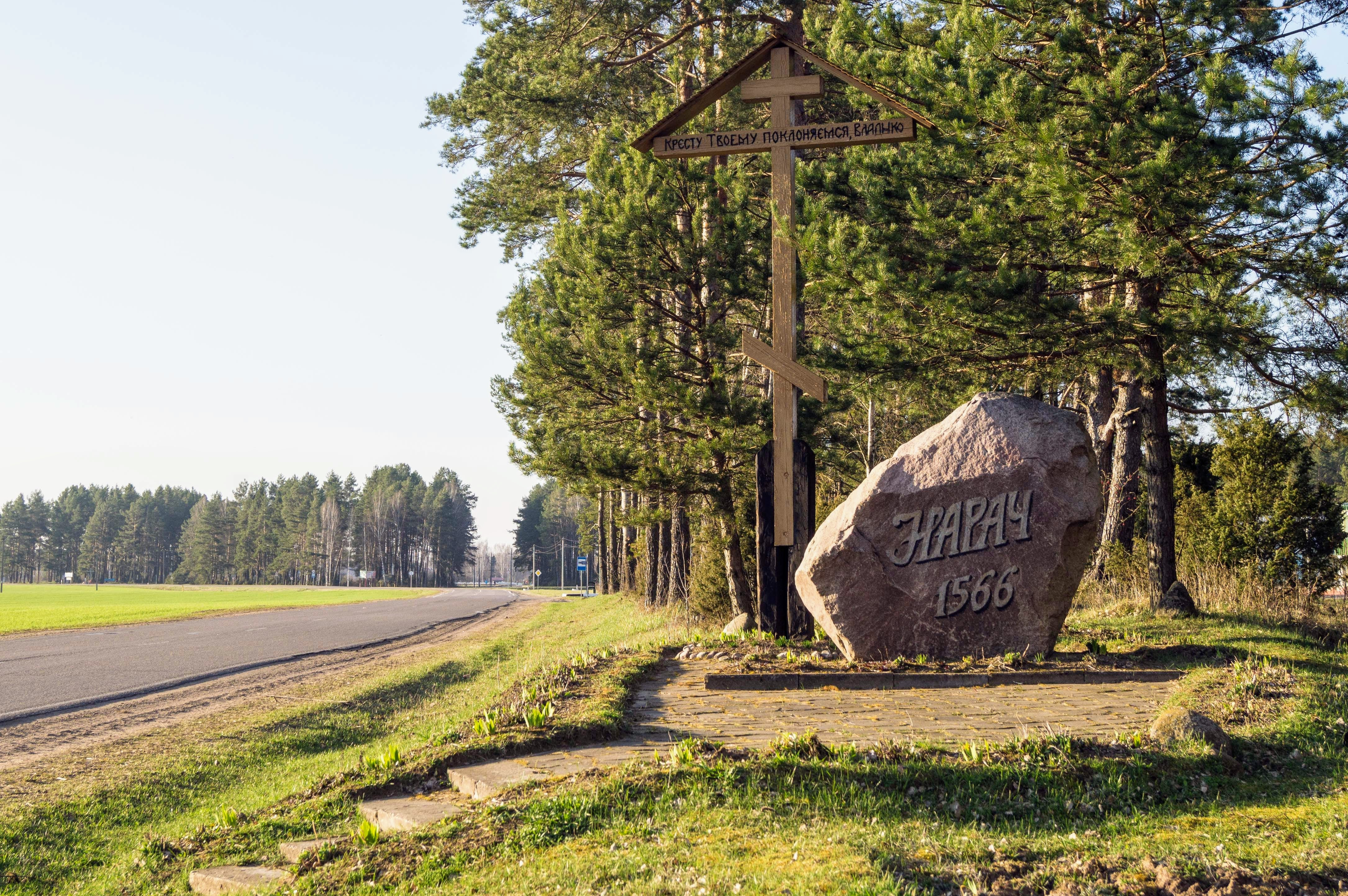
Wjazd do miejscowości
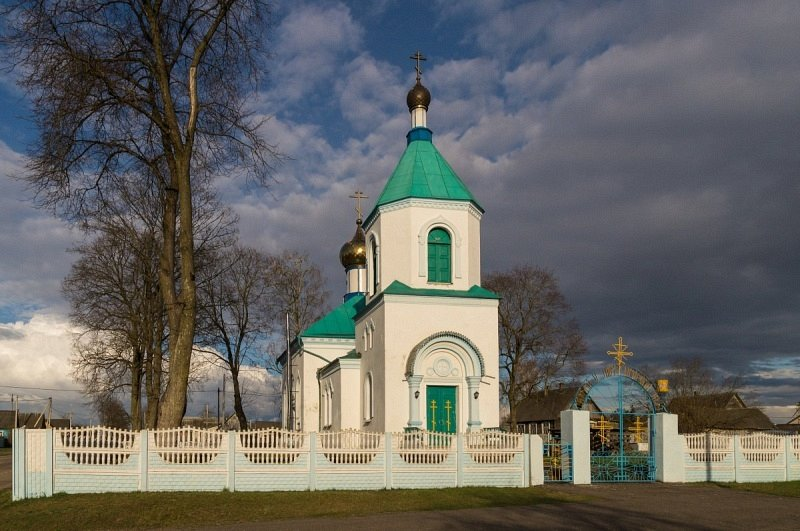
Cerkiew św. Eliasza